# Sergio Daniel Martínez Alzuri
Sergio Daniel Martínez Alzuri (15 de febrer de 1969, Montevideo, Uruguai) és un jugador de futbol en la posició de davanter. Va sobresortir principalment en l'atac del Club Atlético Boca Juniors (Argentina) on va tenir una gran rellevància i va marcar 87 gols.

## Carrera
Provinent del planter, va debutar en el club Defensor Sporting (Uruguai) el 16 d'octubre de 1986 contra Central Español 1-1 per la Copa Uruguaiana. El 1990 passa a CA Peñarol (Uruguai) on va marcar 20 gols, fins que va arribar a Boca Juniors (Argentina) en 1992, on va marcar 87 dianes (setè golejador en la història del club) i es va consagrar campió en el campionat local i una copa Sud-americana. Va continuar la seva carrera a Espanya, jugant pel Deportivo de La Corunya des de 1998, sense massa fortuna.
El 2000 va marxar al Nacional (Uruguai) on es va retirar a l'any següent.
Martínez va jugar 34 partits amb la selecció uruguaiana de futbol i va marcar 14 gols. Va ser campió de la Copa Amèrica en 1995 i va participar en la Copa del Món d'Itàlia 90.

## Títols
- Campió de l'Uruguai 1987- Defensor
- Campió del Clausura 1992 - Boca Juniors
- Copa d'Or Sud-americana 1993 - Boca Juniors
- Campió de la Copa Amèrica 1995 - Uruguai
- Campió de l'Uruguai 2000 - Nacional
- Campió de l'Uruguai 2001 - Nacional
- Màxim golejador del campionat argentí de futbol: 1993 Apertura, 1997 Clausura - Boca Juniors